# 上山田貝塚

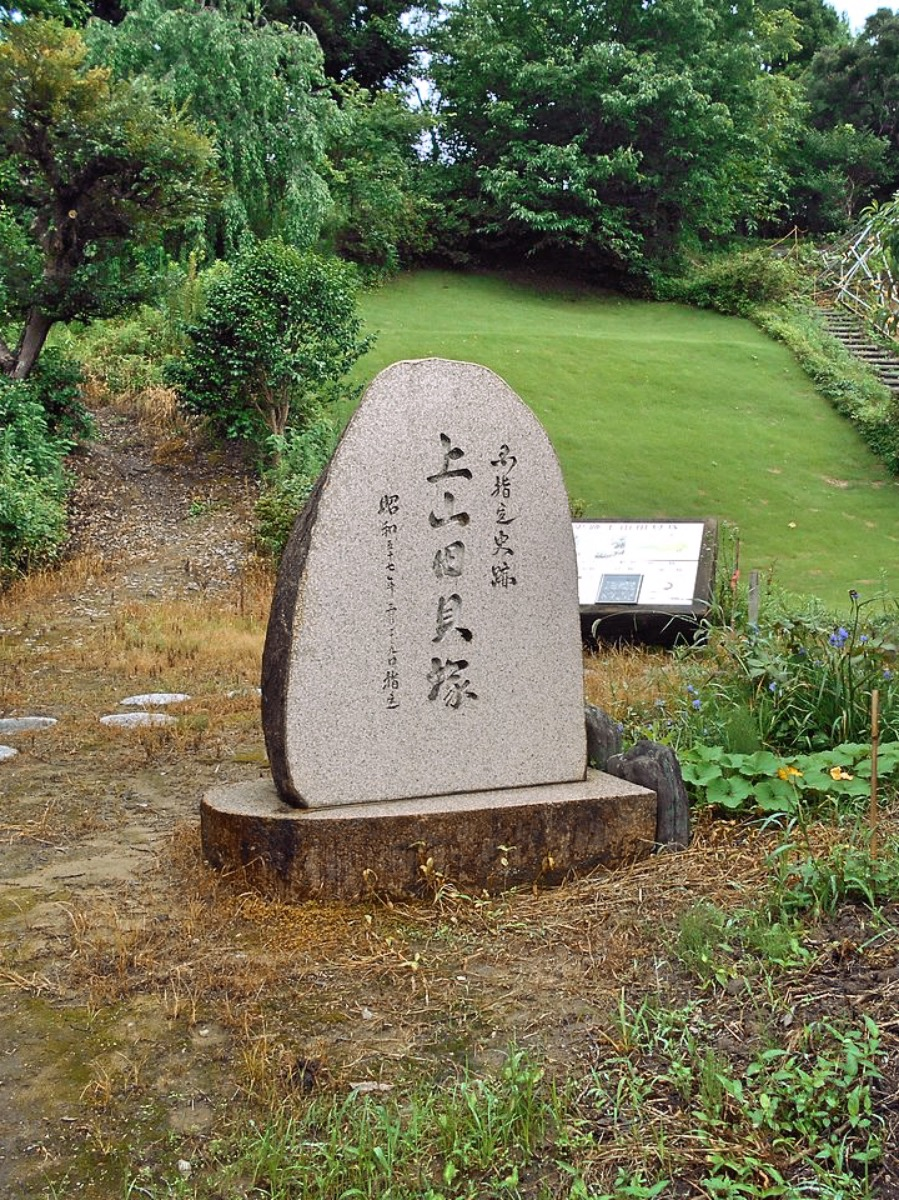
上山田貝塚

上山田貝塚（かみやまだかいづか）は、石川県かほく市上山田にある縄文時代中期に属する貝塚である。
座標: 北緯36度43分0.2秒 東経136度43分3.8秒 / 北緯36.716722度 東経136.717722度

## 概要
1930年（昭和5年）に旧宇ノ気町の医師である久保清により発見された。「たち山」と呼ばれる標高約20メートルの丘陵に位置し、北側と南側に2つの貝塚がある。1982年（昭和57年）3月29日に国の史跡に指定された。